# Piper setulosum
Piper setulosum är en pepparväxtart som beskrevs av William Trelease. Piper setulosum ingår i släktet Piper och familjen pepparväxter. Inga underarter finns listade i Catalogue of Life.